# 紀元前124年
紀元前124年（きげんぜん124ねん）は、ローマ暦の年である。

## 他の紀年法
- 干支 : 丁巳
- 日本
  - 開化天皇34年
  - 皇紀537年
- 中国
  - 前漢 : 元朔5年
- 朝鮮
  - 檀紀2210年
- 仏滅紀元 : 421年
- ユダヤ暦 : 3637年 - 3638年

## できごと

### ローマ
- フィレガラエでローマ帝国に対する反乱が起こった。後に街は占拠され、ローマ軍に破壊された。

### パルティア
- パルティアでミトラダテス2世がアルタバヌス1世の後を継いだ。

### エジプト
- クレオパトラ2世と弟のプトレマイオス8世が和解した。

## 誕生
- アルタバヌス1世